# Цьонговиці (Сілезьке воєводство)
Цьонговиці (пол. Ciągowice) — село в Польщі, у гміні Лази Заверцянського повіту Сілезького воєводства.
Населення — 662 особи (2011).
У 1975-1998 роках село належало до Катовицького воєводства.

## Демографія
Демографічна структура станом на 31 березня 2011 року:
|          | Загалом | Допрацездатний вік | Працездатний вік | Постпрацездатний вік |
| -------- | ------- | ------------------ | ---------------- | -------------------- |
| Чоловіки | 319     | 59                 | 219              | 41                   |
| Жінки    | 343     | 51                 | 205              | 87                   |
| Разом    | 662     | 110                | 424              | 128                  |